# تورگروتا
تورگروتا (به ایتالیایی: Torregrotta) یک کومونه در ایتالیا است که در استان مسینا واقع شده‌است.

## خصوصیات
تورگروتا ۴٫۲۲ کیلومترمربع مساحت و ۷٬۴۷۳ نفر جمعیت دارد و ۴۴ متر بالاتر از سطح دریا واقع شده‌است.